# Roger Dutruch
Roger Dutruch  (né le 16 décembre 1893, Bougie , Algérie, mort le 28 septembre 1944, Mende) est un préfet français, exécuté à la Libération pour collaboration avec l'occupant allemand.

## Biographie

### Jeunesse
Roger Dutruch est né le 16 décembre 1893 à Bougie, en Algérie. Ses parents sont Jean Dutruch et Henriette Tourné. 
Il sert pendant la Première Guerre mondiale, dans l'Infanterie puis dans l'Aviation et termine la guerre en tant que sous-lieutenant. Il est deux fois blessé. 
Il soutient son doctorat à la Faculté de droit de l'Université de Paris en 1921, avec pour sujet : Le Tribunal sous le Consulat et l'Empire,. Il se marie le 16 mai 1922 à Colombes (Seine).

### Fonctionnaire
Le 31 décembre 1921, Roger Dutruch devient secrétaire général à la Préfecture du Var. 
En 1926, il est nommé secrétaire général en Dordogne.

### Sous-préfet de Brive-la-Gaillarde
En 1933, il est sous-préfet de Brive-la-Gaillarde. Au printemps 1935, après une campagne de presse antisémite d'extrême-droite sur laquelle il s'appuie, un arrêté préfectoral de fermeture est prononcé à l'encontre de "Makhar", le seul kibboutz qui ait existé en France, a Jugeals-Nazareth en Corrèze.

### Préfet
Nommé préfet par le gouvernement du Front populaire en 1937, il est détaché comme secrétaire général adjoint du Protectorat français de Tunisie jusqu'en 1940. 

### Préfet des Basses-Alpes (1940-1941)
Roger Dutruch est préfet des Basses-Alpes du 4 septembre 1940 à décembre 1941.

### Préfet de la Lozère (1941-1944)
Roger Dutruch est le 75e préfet de la Lozère,, nommé le 14 novembre 1941 et installé le 21 décembre 1941, en remplacement de Charles Daupeyroux qui fut alors nommé préfet de l'Yonne. 

#### La Parade
Roger Dutruch dénonce aux Allemands le Maquis Bir-Hakeim,.
Trente-quatre combattants (français, espagnols, allemands, autrichiens, belges) du maquis de l'Armée Secrète "Bir-Hakeim" sont tués lors de l’assaut des forces allemandes de Mende contre le cantonnement de La Parade (actuelle commune de Hures-la-Parade, Lozère). Huit d’entre eux, prisonniers capturés dans la nuit du 28 au 29 mai 1944, sont fusillés sommairement le 29 mai 1944 à l’aube à La Parade. Vingt-sept autres prisonniers capturés dans la journée du 28 mai 1944 sont amenés le jour même à Mende et exécutés le lendemain (le 29 mai) à Badaroux (Lozère).

#### Condamné à mort et fusillé pour collaboration avec les Allemands
Jean-Paul Lefebvre-Filleau (2017) note :

« Roger Dutruch, préfet de la Lozère, condamné à mort pour la Cour martiale de la Lozère le 25 septembre 1944, en compagnie du commandant de gendarmerie Pierre Bruguière, et fusillés tous deux, trois jours plus tard le 28 septembre. Pour cette cour martiale, "Vichy est responsable de l'intoxication développée contre la Résistance et les terroristes ; ces deux fonctionnaires d'autorité ont été victimes de cette intoxication, mais ils n'en sont pas moins coupables en tant qu'individus et en tant que Français". »

Après le rejet de son recours en grâce, Roger Dutruch est exécuté le 28 septembre 1944 à six heures trente du matin derrière la maison d'arrêt de Mende.

## Décorations
- Croix de guerre 1914-1918
- Chevalier de la Légion d'honneur à titre militaire.
- Médaille des services militaires volontaires.